# Трёхфазный двигатель

Трёхфазный синхронный двигатель

Трёхфазный двигатель — электродвигатель, конструктивно предназначенный для питания от трёхфазной сети переменного тока.
Представляет собой машину переменного тока, состоящую из статора с тремя обмотками, магнитные поля которых сдвинуты в пространстве на 120° и при подаче трёхфазного напряжения образуют вращающееся магнитное поле в магнитной цепи машины, и из ротора — различной конструкции — вращающегося строго со скоростью поля статора (синхронный двигатель) или несколько медленнее его (асинхронный двигатель).
Наибольшее распространение в технике и промышленности получил асинхронный трёхфазный электродвигатель с короткозамкнутой обмоткой ротора, также называемой «беличье колесо». Под выражением «трёхфазный двигатель» обычно подразумевается именно этот тип двигателя, и именно он описывается далее в статье.
Принцип работы двух- и многофазных двигателей был разработан Николой Теслой и запатентован. Доливо-Добровольский усовершенствовал конструкцию электродвигателя и предложил использовать три фазы вместо двух, используемых Н. Теслой. Усовершенствование основано на том, что сумма двух синусоид равной частоты, различающихся по фазе, дают в сумме синусоиду, это даёт возможность использовать три провода (в четвёртом «нулевом» проводе ток близок к нулю) при трёхфазной системе против четырёх необходимых проводов при двухфазной системе токов. Некоторое время усовершенствование Доливо-Добровольского было ограничено патентом Теслы на мультифазные двигатели, который к тому времени успел его продать Д. Вестингаузу.

## Режимы работы
Асинхронный двигатель, согласно принципу обратимости электрических машин, может работать как в двигательном, так и в генераторном режимах. Для работы асинхронного двигателя в любом режиме требуется источник реактивной мощности.
В двигательном режиме при подключении двигателя к трехфазной сети переменного тока в обмотке статора образуется вращающееся магнитное поле, под действием которого в короткозамкнутой обмотке ротора наводятся токи, образующие электромагнитный момент вращения, стремящийся провернуть ротор вокруг его оси. Ротор преодолевает момент нагрузки на валу и начинает вращаться, достигая подсинхронной скорости (она же и будет номинальной с учётом момента нагрузки на валу двигателя).
В генераторном режиме при наличии источника реактивной мощности, создающего поток возбуждения, асинхронная машина способна генерировать активную мощность. В качестве источника реактивной мощности, используются конденсаторы, подключаемые параллельно фазовым обмоткам, либо частотный преобразователь (тяговый преобразователь на электротранспорте), вырабатывающий напряжение с частотой ниже синхронной.

## Режимы работы (подробно)
Пуск — вектор результирующего магнитного поля статора равномерно вращается с частотой питающей сети, делённой на количество отдельных обмоток каждой фазы (в простейшем случае — по одной). Таким образом, через любое сечение ротора проходит магнитный поток, изменяющийся во времени по синусу. Изменение магнитного потока в роторе порождает в его обмотках ЭДС. Так как обмотки замкнуты накоротко и сделаны из проводника большого сечения («беличье колесо»), ток в обмотках ротора достигает значительных величин и, в свою очередь, создаёт магнитное поле. Так как ЭДС в обмотках пропорциональна скорости изменения магнитного потока (то есть — производной по времени от синусной зависимости — косинусу), наведённая ЭДС беличьего колеса и соответственно результирующее магнитное поле (вектор) ротора на 90 градусов «опережает» вектора статора (если смотреть на направления векторов и направление их вращения). Взаимодействие магнитных полей создаёт вращающий момент ротора.
Электроэнергия, подводимая к электродвигателю в режиме пуска и полного торможения, тратится на перемагничивание ротора и статора, а также на активное сопротивление току в обмотке ротора. (Эквивалентно работе понижающего трансформатора с коротким замыканием вторичной обмотки).
Холостой ход — после начала движения, с увеличением оборотов ротора, его скорость относительно вектора магнитного поля статора будет уменьшаться. Соответственно будет уменьшаться и скорость изменения магнитного потока через (любое) сечение ротора, соответственно уменьшится наведённая ЭДС и результирующий магнитный момент ротора. В отсутствие сил сопротивления (идеальный холостой ход) угловая скорость ротора будет равна угловой скорости магнитного поля статора, соответственно разница скоростей, наведённая ЭДС и результирующее магнитное поле ротора будут равны нулю.
Электроэнергия, подводимая к электродвигателю в режиме холостого хода, не потребляется (индуктивная нагрузка). Эквивалентно работе понижающего трансформатора на холостом ходу (или короткозамкнутыми вторичными обмотками, расположенными вдоль сердечника)
Двигательный режим — среднее между полным торможением и холостым ходом. Полезная нагрузка и механические потери не позволяют ротору достичь скорости магнитного поля статора, возникающее их относительное скольжение наводит некоторую ЭДС и соответствующее магнитное поле ротора, которое своим взаимодействием с полем статора компенсирует тормозной момент на валу.
Механическая характеристика асинхронного двигателя является «жёсткой», то есть при незначительном уменьшении оборотов крутящий момент двигателя возрастает очень сильно — «стремится поддерживать номинальные обороты». Это хорошее свойство для приводов, требующих поддержания заданной скорости независимо от нагрузки (транспортёры, погрузчики, подъёмники, вентиляторы).
Электроэнергия, подводимая к электродвигателю в двигательном режиме, потребляется (частью, обозначаемой «косинус фи») на совершение полезной работы и нагрев двигателя, остальная часть возвращается в сеть как индуктивная нагрузка. «Косинус фи» зависит от нагрузки на двигатель, на холостом ходу он близок к нулю. В характеристике двигателя указывается «косинус фи» для номинальной нагрузки. Отличие этой величины от единицы определяется, в основном, магнитным сопротивлением воздушного зазора между статором и ротором, что эквивалентно индуктивности рассеяния в трансформаторе, поэтому зазор стараются уменьшить; с другой стороны, данный зазор ограничивает токи обмоток при выходе частоты вращения ротора за рабочие пределы, например во время пуска двигателя.
Генераторный режим возникает при принудительном увеличении оборотов выше «идеального холостого хода».
При наличии источника реактивной мощности, создающего поток возбуждения, магнитное поле ротора наводит ЭДС в обмотках статора и двигатель превращается в источник активной мощности (электрической).

## Способы соединения обмоток
- Звезда — концы всех обмоток соединяются вместе и соединяются с «нулем» подводимого напряжения. Начала обмоток подключаются к «фазам» трёхфазной сети. На схеме изображения обмоток напоминают звезду (катушки по радиусу направлены из центра).
- Треугольник — начало одной обмотки соединяется с концом следующей — по кругу. Места соединения обмоток подключаются к «фазам» трёхфазного напряжения. «Нулевого» выхода такая схема не имеет. На схеме обмотки соединены в треугольник.

Схемы не имеют особых преимуществ друг перед другом, однако «звезда» требует большего линейного напряжения, чем «треугольник» (для работы в номинальном режиме), а при включении "треугольником" в режиме генератора возникает кольцевой паразитный ток. Один и тот же двигатель легко используется с обоими подключениями, поэтому в характеристике трёхфазного двигателя указывают два номинальных напряжения через дробь, к примеру, 127/220, 230/400 (220/380) или 400/690 (380/660) В.
Одним из способов снижения пусковых токов двигателя является запуск двигателя по схеме «звезда» с последующим переключением на «треугольник». В этом случае необходимо, чтобы номинальное напряжение питания при схеме «треугольник» было равно напряжению сети. В распространённых сетях 400 (380) В нужно использовать двигатель с номинальным напряжением 400/690 В (380/660) В.
Начала и концы обмоток трехфазных двигателей выведены на колодку 2×3 клеммы, так что:
- для соединения в «звезду» требуется замкнуть один ряд из трёх клемм — это будет центр «звезды», три свободные клеммы подключаются к фазам.
- для соединения в «треугольник» соединяют попарно три ряда по две клеммы и подключают их к фазам.

Для реверсирования любого трехфазного двигателя переключают любые две фазы из трех, питающих двигатель.

## Работа в однофазной сети
Трёхфазный двигатель можно использовать в однофазной сети, но такая эксплуатация имеет ряд ограничений.
В этом случае вращающий момент и мощность падают на 50% от номинальной мощности. Работа двигателя в таком режиме аналогично работе однофазного двигателя: в нём создаётся пульсирующее магнитное поле. Такое поле не может создать вращающий момент в остановленном двигателе, поэтому для запуска ему необходимо придать начальное вращение. В наиболее простом случае это может осуществляться вручную проворотом ротора. После проворота ротора двигатель работает самостоятельно.
Чтобы двигатель мог запускаться, ему нужна фазосдвигающая цепь, которая может строится из ёмкости, индуктивности или резистора. Наиболее эффективно применение конденсатора: в этом случае двигатель работает как конденсаторный. Применение конденсатора позволяет снизить потерю мощности и приблизить его характеристики к номинальным.
Двигатель в однофазном подключении может быть собран как «звездой», так и «треугольником», однако наиболее эффективно он работает в том случае, когда напряжение сети равно номинальному линейному напряжению. Таким образом, двигатель на 230/400 (220/380) В при подключении в бытовую однофазную сеть 230 В следует собирать треугольником.
Более высокими характеристиками в однофазной сети обладают двухфазные конденсаторные двигатели, специально рассчитанные для такого режима работа.
Альтернативным способом подключения трёхфазного двигателя в однофазную сеть является использование частотного преобразователя с однофазным входом, на выходе которого вырабатывается трёхфазное напряжение. Дополнительным преимуществом такого метода является возможность организации частотного управления скоростью двигателя.

## Работа в случае пропадания одной фазы
Самозапуск двигателя, соединённого по схеме треугольник, при пропадании напряжения на одной фазе невозможен. Двигатель, соединённый по схеме звезда, при пропадании напряжения на одной фазе или при обрыве обмоток может самозапускаться только при наличии подключения нейтральной точке к нулевому проводнику, однако такое подключение на практике не осуществляется.
В случае, если двигатель уже вращается, он будет работать дальше, но вращающий момент и мощность в таком режиме значительно снижаются. Если нагрузка не позволит двигателю запуститься и развить номинальные обороты, двигатель будет потреблять повышенный ток и хуже охлаждаться (при использовании самовентиляции). При некорректной настройке или отсутствии теплового реле или электронной системы защиты двигатель выйдет из строя (перегрев, повреждение изоляции, витковое замыкание). Обрыв фазы — одна из самых частых причин преждевременного выхода трехфазных машин из строя.

## Электрозащита
Для защиты двигателя от перегрузки, заклинивания и грубой защиты от пропадания фазы используются специализированные устройства: тепловые реле трёхфазные автоматические выключатели, предназначенные для двигателей. Данные устройства имеют механизм настройки время-токовой характеристики отключения, устанавливаются и настраиваются для каждого двигателя индивидуально. Они отключают двигатель при длительном превышении номинального тока по любой из фаз.. В некоторых случаях для защиты двигателя применяются электронные устройства защиты, измеряющие ток каждой фазы.
Для защиты двигателей от пропадания и перекоса (разницы напряжений) фаз питающего напряжения применяют реле контроля фаз, которые в этих случаях полностью отключают питание (с автоматическим или ручным дальнейшим включением). Возможна установка одного реле на группу двигателей. Функцию реле контроля фазы могут выполнять электронные контроллеры механизмов, в которых используется двигатель.